# Cristino Martos Balbi
Cristino Martos Balbi (Granada, 13 de setembre de 1830 - Madrid, 17 de gener de 1893) fou un advocat i polític espanyol, va ser president del Congrés dels Diputats i ministre d'Estat durant la regència del general Serrano i durant el regnat d'Amadeu I i ministre de Gràcia i Justícia durant la I República.

## Biografia
Després d'estudiar a Granada Toledo i Madrid es va llicenciar en Dret. Va participar activament en la Revolució de 1854 que donaria origen al Bienni Progressista i en l'intent de cop d'Estat que en 1866 va encapçalar Joan Prim i que li va suposar una condemna a mort que li va ser commutada per la de bandejament. La Revolució de 1868 li va permetre tornar a Espanya iniciant la seva carrera política com a president de la Diputació Provincial de Madrid. Diputat per Toledo en les Corts Constituents de 1869, tornaria a obtenir escó a les eleccions de 1872 per Madrid i per València en els comicis celebrats entre 1879 i 1886 per a finalment tornar a ser escollit per Toledo el 1891. Va ser ministre d'Estat entre l'1 de novembre de 1869 i el 9 de gener de 1870 en un govern presidit per Joan Prim tornant a ocupar aquesta cartera ministerial, ja durant el regnat d'Amadeu I, en dues ocasions: entre el 4 de gener i el 24 de juliol de 1871 en un gabinet que va presidir el general Serrano, i entre el 13 de juny de 1872 i el 12 de febrer de 1873 en un govern presidit per Manuel Ruiz Zorrilla. Amb la I Republica tornaria a ser ministre a l'ocupar la cartera de Gràcia i Justícia entre el 4 de gener i el 13 de maig de 1874 en el govern que successivament haurien de presidir Francisco Serrano Bedoya i Juan Zavala de la Puente.